# Chundana maculata
Chundana maculata är en fjärilsart som beskrevs av W. Warren 1897. Chundana maculata ingår i släktet Chundana och familjen Uraniidae. Inga underarter finns listade i Catalogue of Life.